# كأس ألمانيا 2006–07
كأس ألمانيا 2006–07 (بالألمانية: DFB-Pokal 2006/07)‏ هو الموسم 64 من كأس ألمانيا. أشرف على تنظيمه اتحاد ألمانيا لكرة القدم، وكان عدد الأندية المشاركة فيه 64، وفاز فيه نادي نورنبرغ.